# Caracalla
Cesare Marco Aurelio Severo Antonino Pio Augusto (in latino Marcus Aurelius Severus Antoninus Pius Augustus; Lugdunum, 4 aprile 188 – Carre, 8 aprile 217), nato Lucio Settimio Bassiano (in latino Lucius Septimius Bassianus), conosciuto anche con il nome onorifico di Marco Aurelio Antonino Augusto (in latino Marcus Aurelius Antoninus Augustus) dal 198 al 211 ma meglio noto con il soprannome di Caracalla, dal nome del mantello gallico che usava indossare, è stato un imperatore romano (appartenente alla dinastia dei Severi) che regnò dal 211 al 217, anno della sua morte.
Importante provvedimento preso durante il suo regno fu l'emanazione dell'editto noto come Constitutio Antoniniana, che concedeva la cittadinanza a tutti gli abitanti dell'Impero di condizione libera. L'estensione della cittadinanza fu una spinta importante all'uniformazione delle amministrazioni cittadine: spariva la gerarchia fra le città e ormai la differenza fra i sudditi dell'Impero non era più sul piano della cittadinanza, ma sul piano del godimento dei diritti civili, fra honestiores e humiliores.
Aspirando alla gloria militare Caracalla sfruttò la propaganda imperiale per far passare per grandi vittorie le battaglie contro le popolazioni germaniche dei Catti e degli Alamanni, che si erano concluse in realtà con trattative diplomatiche. Per mantenere l'appoggio dell'esercito innalzò ancora i compensi ai soldati e a questo scopo aumentò le imposte e proseguì nella politica di svalutazione della moneta inaugurata dal padre. La sua ambizione fu quella di emulare Alessandro Magno e per questo avviò una nuova campagna contro i Parti. Durante la preparazione della guerra in Oriente nel 217 Caracalla cadde vittima di una congiura ordita dal prefetto del pretorio, Opellio Macrino, che si fece proclamare imperatore e trattò la pace con i Parti.

## Biografia

### Origini familiari
Caracalla nacque a Lugdunum (l'odierna Lione, in Francia), nella Gallia Lugdunense, il 4 aprile del 188, figlio di Lucio Settimio Severo, di origini puniche e berbere per parte paterna e italiche per parte materna (la nonna paterna, Fulvia Pia, apparteneva alla gens Fulvia), governatore della provincia gallica al tempo della sua nascita e divenuto poi imperatore nel 193, e della siriaca Giulia Domna, augusta e detentrice, durante il dominato del marito prima e del figlio dopo, di un potere politico mai raggiunto prima da una donna all'interno dell'impero. Aveva un fratello minore, Publio Settimio Geta.
Il suo vero nome, alla nascita, risultava essere quello di Lucio Settimio Bassiano, ma il padre lo volle in seguito cambiare in Marco Aurelio Antonino, per suggerire una parentela con la dinastia degli Antonini, in particolar modo con l'imperatore Marco Aurelio. Fu poi soprannominato "Caracalla", poiché soleva indossare un particolare mantello militare con cappuccio lungo fino ai piedi, di origine celtica, che introdusse e rese popolare egli stesso a Roma.
Nel 198 Caracalla ricevette il titolo di Augusto, a soli 10 anni di età. Pertanto cominciò a essere associato al comando fin da piccolo, anche se ebbe effettivo potere solo alla morte del padre. Settimio Severo volle che lo accompagnasse nelle campagne militari contro gli Scoti, mentre il fratello Geta restava nelle retrovie ad amministrare la giustizia.
Caracalla da giovane venne educato con tutte le attenzioni dai genitori, come un giovane principe. Tuttavia preferiva le battute pronte ai lunghi discorsi. Nonostante non fosse alto di statura, anzi piuttosto tarchiato, era dotato di resistenza e forza notevole, sapeva nuotare e si faceva ungere di olio per poi cavalcare per molte miglia. Divideva il pasto semplice dei soldati e si sapeva adattare a una vita spartana. In battaglia era coraggioso, ma anche irruento tanto che alcune volte sfidando i nemici in duello, rischiò la vita.

### Carriera politica e legami matrimoniali con Fulvia Plautilla
Nel 200 il potente e ambizioso prefetto del pretorio Gaio Fulvio Plauziano si accordò con Settimio Severo per dare in moglie a Caracalla la giovane figlia Fulvia Plautilla. I due si sposarono con grande sfarzo. Al banchetto del matrimonio aveva partecipato anche lo storico Cassio Dione, una delle maggiori fonti su Caracalla. Tuttavia nel 202, solo tre anni dopo, Caracalla accusò di alto tradimento e fece giustiziare Plauziano. Plautilla divenne un personaggio scomodo, per cui il marito decise di accusarla di adulterio e divorziare. 
Secondo una tradizione il futuro imperatore si sarebbe rifiutato di dormire e di mangiare con la moglie, così che non ebbe figli da lei. Probabilmente invece Caracalla era sterile, perché nonostante avesse avuto delle amanti, non ebbe mai figli. Dopo il divorzio Caracalla esiliò Plautilla e suo fratello Ortensiano sull'isola di Lipari, dove nel 212 furono giustiziati. Lo storico Dione Cassio suggerisce l'idea che Caracalla fosse una figura cinica e sanguinaria, ma in quel periodo storico (prima dei Severi vi era stata una notevole crisi) probabilmente eliminare rapidamente tutti i possibili rivali era visto come l'unico modo di mantenere il potere.

### La conquista del potere (211)

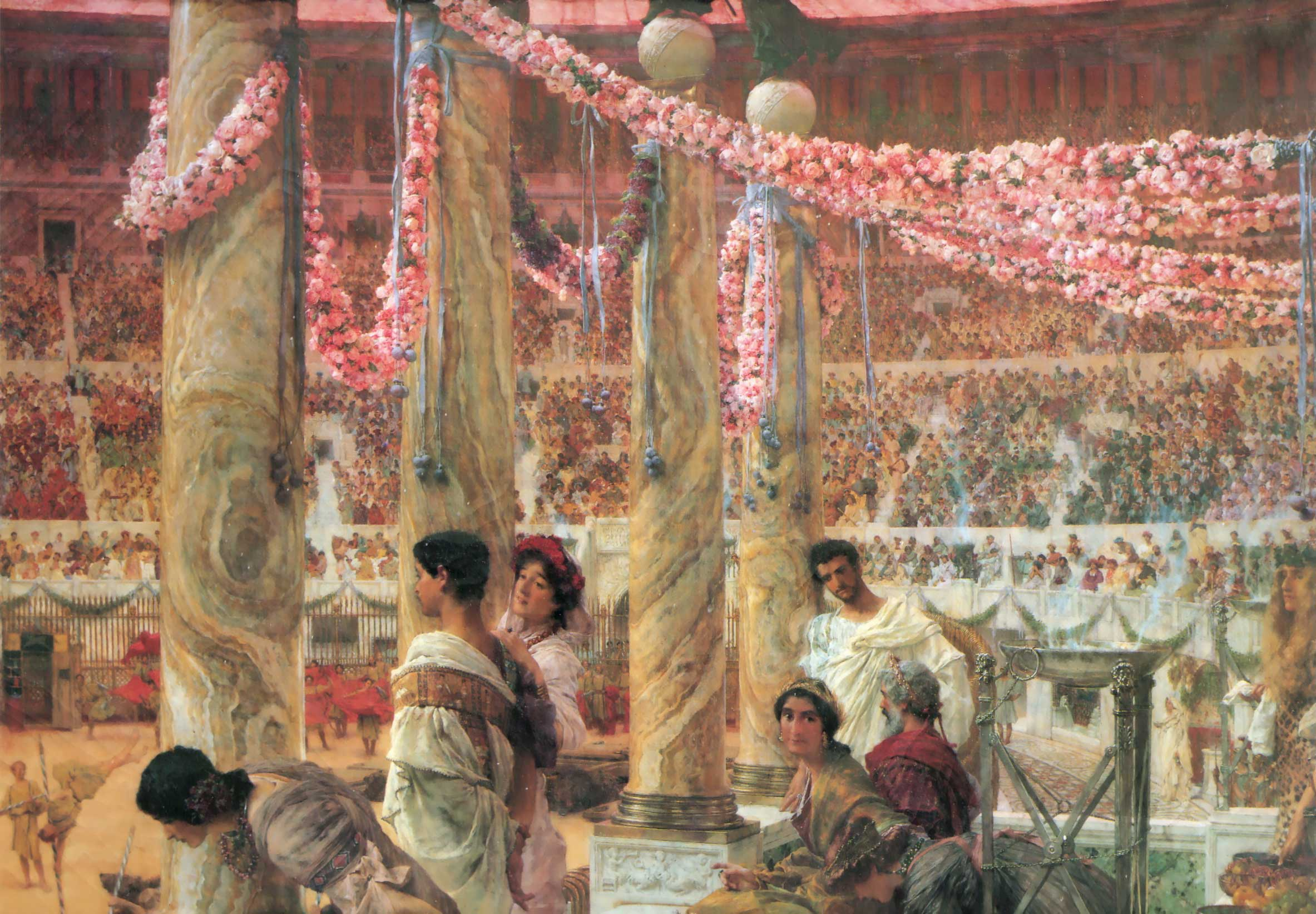
Caracalla e Geta, di Lawrence Alma-Tadema (1907)

Morto l'imperatore Settimio Severo durante la spedizione militare contro le tribù nel Nord della Britannia, nel 211 per volontà dei consiglieri Caracalla succedette al padre assieme al fratello Geta. I fratelli conclusero velocemente la pace con i barbari e tornarono a Roma, dove ben presto la situazione divenne insostenibile. Nessuno dei due fratelli era disposto a dividere il potere imperiale, vivevano divisi in due quartieri separati nei palazzi imperiali del colle Palatino, dove la loro personale corte di funzionari, accoliti e guardie del corpo alimentava le sfide tra di loro. A seguito di alcuni dissapori, a dicembre Caracalla uccise con la spada Geta, inutilmente difeso dalla madre Giulia Domna, che nella foga venne ferita alla mano. Caracalla fuggì dal palazzo e ottenne il sostegno dei pretoriani convincendoli di essere stato minacciato di morte dal fratello e soprattutto promettendo loro grandi donativi per il loro appoggio.
Caracalla si presentò in Senato con l'armatura sotto la toga e scortato dalle sue guardie, per tenere il discorso di insediamento per avere l'approvazione del Senato. Il Senato, ormai privo di un potere politico effettivo, lo confermò imperatore. Preso il potere, si accanì contro il partito dei sostenitori del fratello a Roma, facendone strage, senza risparmiare donne e bambini. Per Geta fu stabilita la damnatio memoriae: fu vietato nominarne il nome, le monete con la sua effigie furono fuse, e le sue citazioni e il suo volto furono erasi da tutti i monumenti imperiali, come si può ancora vedere nell'Arco degli Argentari e nell'Arco di Settimio Severo a Roma e nei rilievi della famiglia imperiale in vesti faraoniche davanti a Khnum del tempio di Esna e nel Tondo severiano in Egitto.
Nel 216 si recò in Egitto, per visitare la tomba di Alessandro Magno, di cui aspirava ad emulare le gesta. Ad Alessandria lo accolsero con grandi onori, celebrandolo come "amante di Serapide" e "sovrano del mondo". Tuttavia in precedenza gli alessandrini avevano prodotto una satira di successo, ironizzando sulla bassa statura di questo imperatore che voleva imitare Achille ed Alessandro. Si facevano allusioni alle somiglianze tra Giulia Domna e la tragica Giocasta per il fatto che l'imperatore aveva ucciso il fratello Geta per prendere il potere e forse alludendo a un rapporto incestuoso tra madre e figlio. Caracalla non aveva gradito, ma dissimulò la sua vendetta, deciso a punire la città in modo esemplare, eliminando ben 20 000 alessandrini (Cassio Dione Cocceiano, Historia Augusta). L'imperatore chiese di visitare il famoso santuario di Serapide, dove fu accolto con grandi feste e banchetti. Una volta radunati davanti all'esercito tutti i migliori giovani della città con la scusa di voler arruolare nuove leve, ne ordinò la strage. I corpi furono gettati in fosse comuni e il mare divenne rosso di sangue. Le sue truppe saccheggiarono a lungo i quartieri della città che vennero divisi poi da un muro, sorvegliato dai soldati, forse per impedire ulteriori saccheggi e ritorsioni tra le diverse fedi della città (greci, ebrei e cristiani). Anche gli egiziani, tranne i lavoratori utili ad alcuni servizi essenziali, come le terme, furono espulsi dalla città, perché ritenuti troppo numerosi. Grazie a questa dimostrazione di forza l'imperatore rafforzò maggiormente il suo potere che finì per essere totalmente dispotico.
È evidente anche dalla statuaria imperiale, che lo raffigura sempre inquieto e accigliato, che Caracalla preferiva essere temuto che amato. Cassio Dione riferisce (79.9.3) che era soprannominato Caracalla "Tarautas", dal nome di un gladiatore dell'epoca che era spregiudicato e sanguinario.

### Regno (211-217)

#### Riorganizzazione dell'esercito

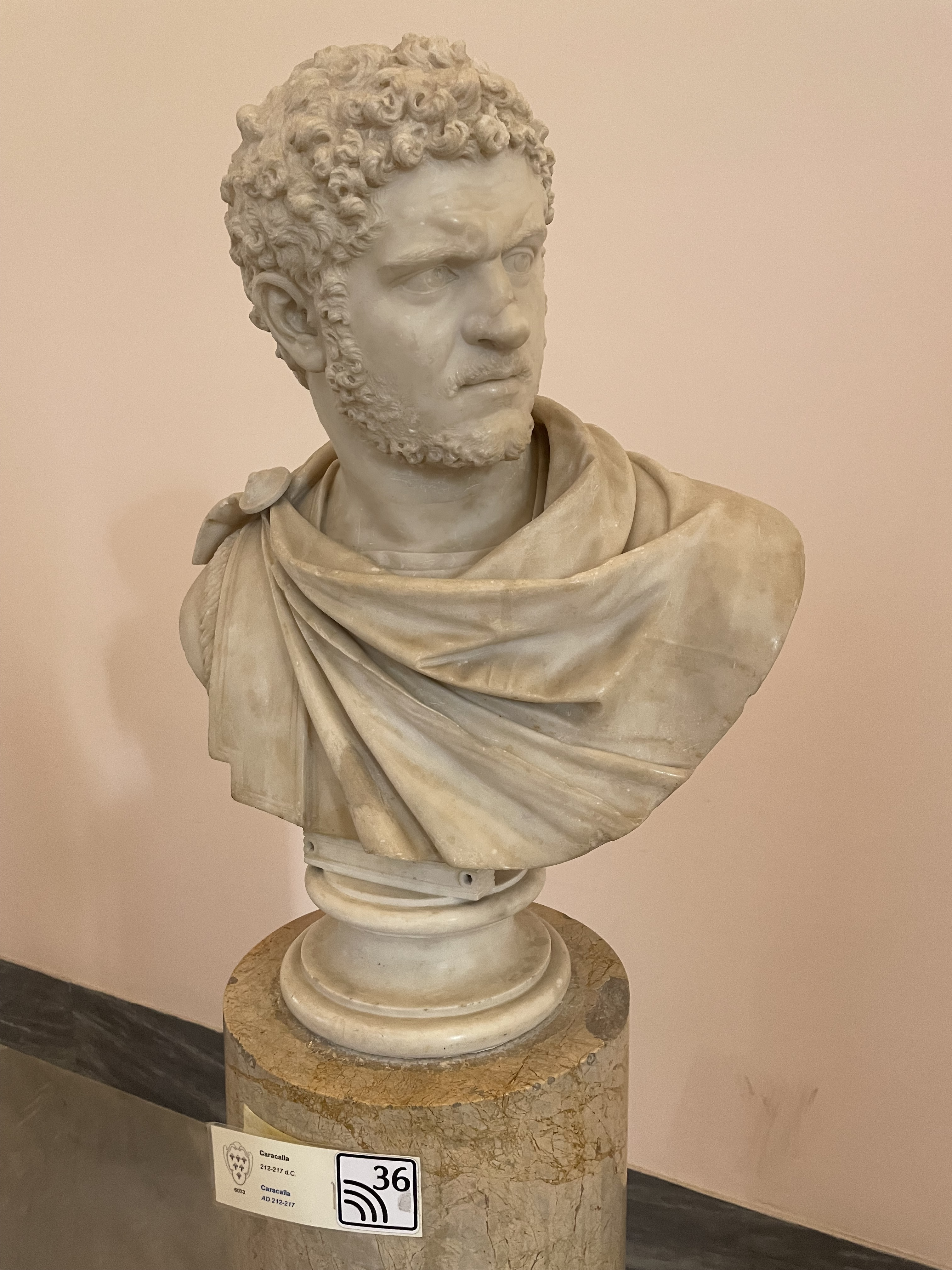
Busto di Caracalla del 213-217 d.C. (Museo archeologico nazionale di Napoli)

Prima di morire, il padre aveva consigliato ai figli il mantenimento del favore dell'esercito, quale primaria, se non unica, cura e preoccupazione. Eliminato il fratello Geta, Caracalla si riconciliò con la madre Giulia Domna, per affidarle la parte burocratica e amministrativa dello Stato. Preso atto che non vi erano persone fidate per un ruolo così importante, Giulia Domna prese a tenere la corrispondenza imperiale, con la quale vagliava le petizioni formali e consigliava il figlio nelle decisioni politiche da prendere. Al tempo stesso curava la riscossione della tasse, necessarie per assicurare la logistica delle numerose spedizioni militari. Giulia Domna era uguale all'imperatore negli onori imperiali, come "Iulia Pia Felix Augusta Mater Augusti nostri et castrorum et Senatus et Patriae et totius domus divinae" aveva una parte nell'impero e aveva la sua corte, guardia pretoriana e guardie del corpo germaniche. Mentre Caracalla si occupava della guerra, dei problemi di frontiera e dei presidi militari, Giulia Domna si occupava degli affari di Stato, informando e assistendo il figlio in caso di emergenza. Caracalla metteva il nome della madre accanto al proprio nei suoi ordini al Senato e ai militari.
Caracalla seguì fedelmente il consiglio paterno: come già aveva fatto il padre, alzò la paga del legionario, portandola a 675 denari, e concesse molti benefici alle truppe con le quali spesso condivideva le campagne e la dura vita militare, garantendosi così la fedeltà dell'esercito. Preso atto che la fanteria romana non era efficace contro la cavalleria partica, aggiunse per la campagna contro i Parti una nuova unità militare, arruolata in Grecia: la falange macedone; egli stesso indossava la corazza leggera macedone, ispirandosi ad Alessandro Magno. Caracalla inoltre si fece amiche le tribù germaniche di frontiera: ammirava il valore dei guerrieri germanici e ne arruolò diversi nella sua scorta personale. Grazie alla politica di Caracalla, l'esercito romano raggiunse l'apice della sua efficienza e potenza. Arruolarsi nell'esercito imperiale divenne un impiego ambito per la paga generosa e le possibilità di carriera e prestigio.

#### Amministrazione finanziaria ed economica
Nel periodo dei Severi il commercio con l'Oriente e in particolare con Palmira, l'Etiopia, la Siria e l'India ebbe grande sviluppo. Il commercio riguardava soprattutto le spezie, la seta e gli animali esotici indispensabili per i giochi circensi. Anche l'esercito di Caracalla possedeva degli elefanti.
Le continue guerre tuttavia misero le casse imperiali in difficoltà e costrinsero l'imperatore a diminuire del 25% la quantità di argento nei denari, a causa dell'aumento della paga dei soldati; quindi coniò una nuova moneta, chiamata "antoniniano", nel 215, che valeva due denari normali.

#### Politica religiosa
In ambito religioso Caracalla fu tollerante: l'imperatore, che personalmente non gradiva esser chiamato con l'appellativo "divus" (dio), ostentava un meticoloso rispetto verso tutti gli dei e visitava spesso i principali santuari e oracoli; era appassionato di astrologia, per cui a volte prendeva decisioni e assegnava incarichi in base alle date e ai segni zodiacali. Il mantello lungo, detto Caracalla, che l'imperatore indossava per ragioni pratiche, forse era collegato anche al dio della guarigione di origine celtica Telesforo che ne indossava uno simile. Costruì a Roma nuovi grandiosi templi per Iside e Serapide. Non intraprese persecuzioni contro i cristiani o gli ebrei. In questo periodo si diffondono a Roma, portati dalle truppe, nuovi culti orientali quali Sol Invictus e il mitraismo.

#### Politica estera

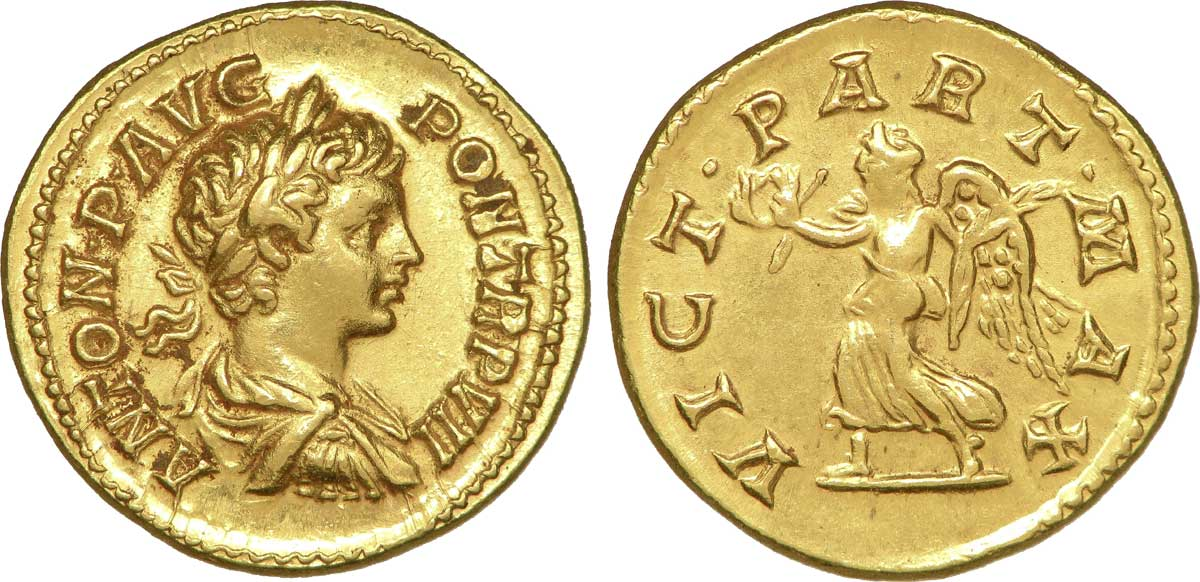
Caracalla

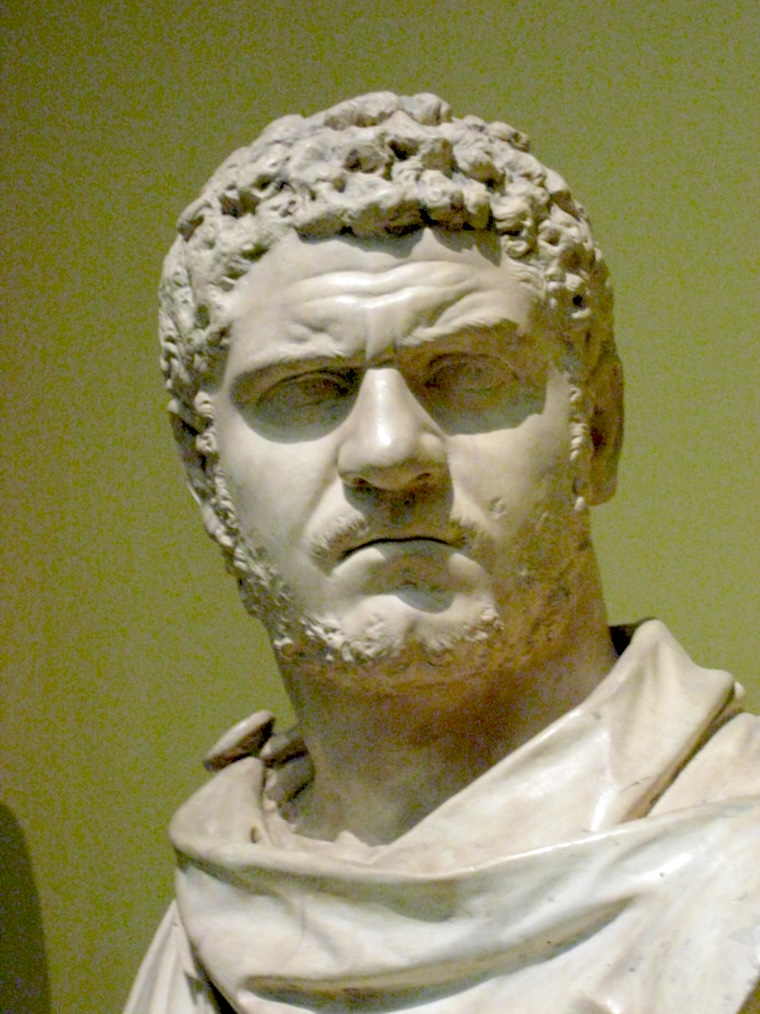
Ritratto di Caracalla, copia del Museo Puškin, Mosca

Lungo il limes germanico-retico si affacciò per la prima volta la confederazione degli Alemanni (nel 212). Si trattava di un insieme di popoli, raggruppatisi lungo i confini delle province di Germania superiore e Rezia. Lo sfondamento del limes costrinse l'imperatore ad accorrere lungo questo settore strategico per arginare una possibile loro invasione l'anno successivo (nel 213). Fece riparare le vie di comunicazione del Noricum, dove anzi creò una via nuova dal Danubio verso Linz, e in Rezia e in Pannonia, come attestano le pietre miliari rinvenute. Per ogni vittoria ottenuta chiedeva nuovi donativi al Senato, così da poter finanziare nuove campagne. La sua ambizione era di ottenere una gloria militare senza precedenti. Le vittorie romane che seguirono in effetti attribuirono al giovane imperatore l'appellativo di Germanicus maximus, e Alemannicus, anche se a volte sembra che tali successi siano stati frutto di trattative e "comprati" per ottenere una pace duratura con i barbari, come suggerisce Cassio Dione.
Sempre a Caracalla sarebbero da attribuirsi altri successi sulle popolazioni barbare lungo il medio-basso corso del Danubio, come Quadi, Daci liberi, Goti e Carpi nel 214 e prima parte del 215.
Volendo inglobare nell'impero il Regno dei Parti, che allora era diviso da discordie interne, predispose meticolosamente le truppe, gli ausiliari e due grandi macchine da guerra, trasportate da navi. Quando traversò l'Ellesponto rischiò il naufragio per un'avaria della nave che lo trasportava. Si recò ad Ilio, l'antica Troia, dove fece un sacrificio sul rogo funebre di un amico, tagliandosi una ciocca di capelli, ad imitazione di Achille. Successivamente chiese in sposa la figlia del re dei Parti, ma questi rifiutò (o secondo un'altra versione accettò e venne ucciso a tradimento da Caracalla in occasione delle nozze), così nel 215 ebbe il pretesto per attaccarli. La spedizione, però, non ebbe fortuna, per l'assassinio improvviso dell'imperatore.

#### Estensione della cittadinanza
Per far fronte alle accresciute spese militari e per cercare di aumentare le entrate, nel 212 Caracalla emanò la Constitutio Antoniniana, con la quale divenivano cittadini (e contribuenti) dell'Impero tutti gli abitanti liberi che lo popolavano, tranne i Dediticii. Anche se nato per motivi fiscali, il provvedimento migliorò le condizioni di vita delle diverse popolazioni dell'impero, garantendo una parificazione sociale. Per esempio tutte le donne con più di due figli poterono godere, come le cittadine romane, dello ius trium liberorum, che garantiva loro una certa emancipazione dalla tutela. "Dediticii" letteralmente significa coloro che sono sottomessi, ma forse in questo contesto designa le popolazioni barbare, estranee alla cultura greco-romana.

#### Opere pubbliche
Caracalla diede numerosi giochi e spettacoli per divertire il popolo romano. Prese parte egli stesso ai giochi del Circo massimo. Nel 212 diede inizio a Roma i lavori delle terme di Caracalla, le più grandiose e lussuose mai costruite. Per l'approvvigionamento idrico fu creata una diramazione dell'Acqua Marcia, chiamata Aqua Antoniniana, che valicava la via Appia. Le terme, terminate nel 217 e abbellite di marmi e preziose sculture, furono fortemente volute dall'imperatore per ingraziarsi il popolo e per dare un segno della sua potenza e magnificenza. Fece restaurare il Portico di Ottavia, danneggiato da un incendio, ridedicandolo in onore dei Severi. Durante le campagne militari Caracalla era sempre pronto a inaugurare nuovi ponti, valli, forti e mura difensive dove fosse necessario. Archi di trionfo in onore di Caracalla e della sua famiglia furono eretti a Viminacium, presso Belgrado e in Africa nelle città di Volubilis e a Djemila.

### Morte e apoteosi (217)
Caracalla fu molto impopolare tra la classe senatoria, per la sua politica incentrata nel favorire l'esercito e le carriere dei funzionari imperiali di rango inferiore. Era invece molto amato dai soldati, che lo chiamavano Ercole e con i quali si atteggiava a nuovo Alessandro Magno. Per maggiore sicurezza si era creato una guardia del corpo composta di cavalieri Germani, chiamati "leones" (leoni) e per intimidire i visitatori, li riceveva tenendo con sé un leone domestico, chiamato Akinakes, il nome della spada corta persiana.
Tuttavia nonostante tutte le precauzioni, nel 217 venne assassinato a tradimento proprio da un suo sottoposto, un certo Marziale, che lo trafisse approfittando del fatto che l'imperatore per un bisogno corporale era sceso da cavallo e si era appartato dalle guardie, mentre si stava recando a Carre in visita a un santuario del dio locale Sin o Lunus, durante la seconda spedizione partica. Lo storico Erodiano dice che Marziale era un ufficiale della guardia del corpo imperiale, che voleva vendicare la morte del fratello, condannato da Caracalla. Cassio Dione, invece, afferma che lo fece per il risentimento di non essere stato nominato centurione. Certo è che Marziale fu ucciso poco dopo da un arciere.
Il corpo di Caracalla fu cremato e l'ossuario dei suoi resti fu deposto a Roma presso i genitori all'interno del mausoleo degli Antonini. In seguito il Senato, su pressione dell'esercito, votò un decreto che accordò l'apoteosi dell'imperatore defunto. Un cammeo in sardonica conservato a Nancy in Francia lo raffigura in apoteosi con indosso l'egida di Atena, mentre viene portato in cielo da un'aquila, tenendo in mano una cornucopia e il globo terrestre sormontato dalla Vittoria.
A Caracalla succedette, quindi, per breve tempo il prefetto del pretorio Macrino, che governò sino al 218, quando fu rimosso dalla ribellione promossa dalla famiglia dei Severi, che sosteneva il giovane Eliogabalo, presentato alle truppe come figlio segreto di Caracalla.

## Caracalla nella letteratura
Goffredo di Monmouth nella Historia Regum Britanniae (Storia dei Re di Britannia), una celebre cronaca in latino, elenca Caracalla, con il nome di Bassiano, tra i sovrani di Britannia che succedettero a Geta. Ma nell'opera l'imperatore appare come fratellastro di Geta e figlio di una madre britannica.
Nel capitolo XIX (come evitare il disprezzo e l'odio) del capolavoro Il Principe di Niccolò Machiavelli è citato anche Antonino Caracalla. La valutazione del Machiavelli non è del tutto positiva: Caracalla viene descritto come un uomo "eccellentissimo" e "ammirabile", ma spietato e crudele a dismisura e pertanto "odiosissimo" anche ai suoi servitori. Ma d'altronde non furono la crudeltà e la spietatezza (che resero grande il padre Settimio Severo) che lo condussero alla morte poiché l'errore fatale fu quello di aver ucciso il fratello di un centurione che teneva tuttavia come guardia del corpo. Fu questo comportamento imprudente che lo portò alla sua rovina: quello stesso centurione, infatti, fu quello che lo uccise.

## Damnatio memoriae
Caracalla volle cancellare ogni memoria di suo fratello Geta e poi anche del suocero Plauziano e della moglie Plautilla, applicando nei loro confronti la "condanna della memoria": la damnatio memoriae. Gli ordini di rimozione di Caracalla furono osservati scrupolosamente in ogni parte dell'Impero, come dimostra l'abrasione di Geta nel tondo severiano in Egitto e la colonna onoraria mancante nel ponte dei Severi in Siria. A Roma un esempio di tale rimozione sono i rilievi dell'Arco degli Argentari dove sono state completamente erase le figure dei tre, lasciando dei vuoti tra le restanti figure di Caracalla e dei suoi genitori che compiono un sacrificio.

## Bibliografia

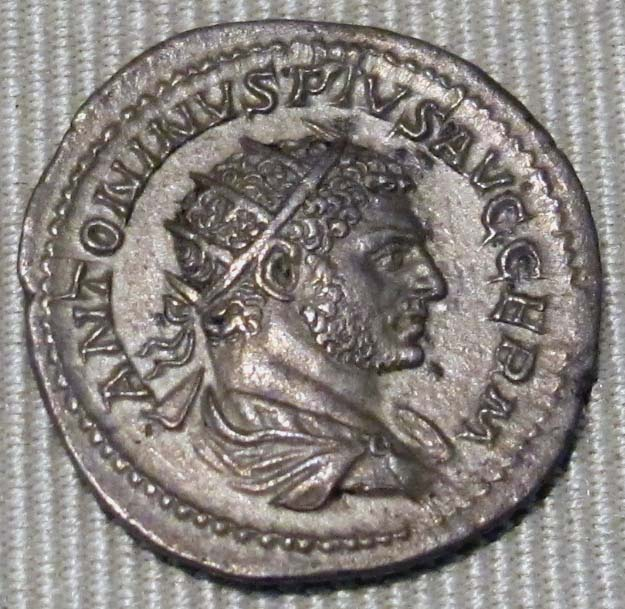
Antonino d'argento con ritratto di Caracalla (zecca di Roma), 216

### Fonti primarie
- Cassio Dione Cocceiano, Storia romana, LXXVIII QUI e LXXIX QUI
- Erodiano, Storia dell'impero dopo Marco Aurelio, IV. versione inglese QUI Archiviato il 9 marzo 2013 in Internet Archive..
- Eutropio, Breviarium ab Urbe condita.
- Historia Augusta, Antoninus Caracalla. versione inglese QUI.
- Giovanni Zonara.
- Zosimo, Storia nuova.

### Fonti secondarie
- Michael Grant, Gli imperatori romani, Roma 1984.
- Cesare Letta, La dinastia dei Severi in: AA.VV., Storia di Roma, Einaudi, Torino, 1990, vol. II, tomo 2; ripubblicata anche come Storia Einaudi dei Greci e dei Romani, Ediz. de Il Sole 24 ORE, Milano, 2008 (v. il vol. 16º)
- Santo Mazzarino, L'Impero romano, tre vol., Laterza, Roma-Bari, 1973 e 1976 (v. vol. II); riediz. (due vol.): 1984 e successive rist. (v. vol. II)